# Kinshasa

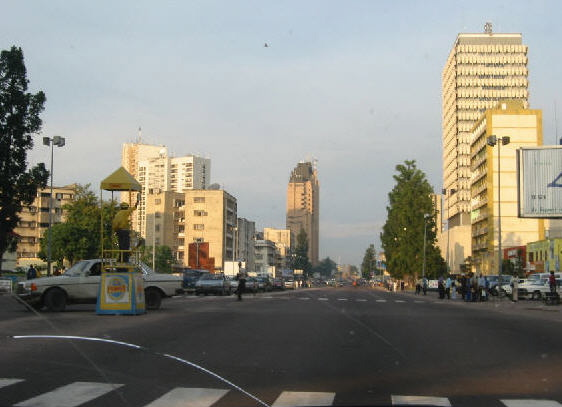
El bulevard 30 du Juin, al centre de Kinshasa

Kinshasa (abans coneguda com a Léopoldville en francès o Leopoldstad en neerlandès)  Leopoldstad (?·pàg.)) és la capital i la ciutat principal de la República Democràtica del Congo.
Antic poblet de pescadors, avui dia Kinshasa és una gran ciutat de contrastos, amb luxoses àrees residencials i comercials, tres universitats i barris de barraques, que té una població d'uns 8,8 milions d'habitants (2010), sent la més poblada d'Àfrica rivalitzant amb Johannesburg, Lagos i el Caire. És la primera ciutat francòfona superant la ciutat de París i la seva àrea metropolitana.
Està situada a 4 ° 16′S i 15 ° 17′E, a la riba esquerra del riu Congo, davant per davant de Brazzaville, la capital de la República del Congo. Forma una de les províncies de l'estat (Ville-Province de Kishasa), de 9.965 km², dividida en 24 communes, que en aquest cas corresponen més aviat a districtes que no pas a municipis. La major part són districtes urbans, tot i que la commune rural de Maluku, la part oriental de la província, ocupa el 79% del territori. El centre urbà correspon a la commune de La Gombe, al nord de la província, tocant al riu.
Kinshasa és el centre administratiu, econòmic i cultural de l'estat congolès. La ciutat és el port principal del riu Congo i s'estén uns 7 km tot al llarg del riu. Hi ha servei de transbordador fins a Brazzaville, a uns 4 km, i amb multitud de ports riu amunt com ara Kisangani i Bangui. Té comunicació per carretera i ferrocarril amb Matadi, port marítim a l'estuari del Congo, a 150 km de l'oceà Atlàntic, però no està connectada per tren amb l'interior del país; les connexions per carretera també són poques i dolentes. La ciutat té dos aeroports, N'Djili (internacional) i Ndolo.

## Història
La ciutat fou fundada com a petit nucli comercial per Henry Morton Stanley el 1881 i fou anomenada Léopoldville en honor del rei Leopold II, que aleshores controlava el vast territori colonial del Congo Belga. La vila aviat va agafar importància, ja que era el primer port navegable al riu congo abans de les cascades Livingstone, una sèrie de ràpids riu avall, a uns 300 km de Léopoldville. Al començament, totes les mercaderies provinents del mar, o que s'hi havien de fer arribar, s'havien de dur entre Léopoldville i Matadi (el port per sota dels ràpids, a 150 km de la costa) a força de bastaixos. La construcció del ferrocarril el 1898 va ser un gran avenç que va afavorir el desenvolupament de Léopoldville. El 1920, la ciutat va passar a ser la capital colonial, en substitució de Boma, a l'estuari del Congo. El 1941 se li atorga el títol de ciutat.
Quan el Congo Belga va esdevenir independent de Bèlgica el 1960, el neerlandès va deixar de ser llengua oficial i ja no es va utilitzar més el nom alternatiu de Leopoldstad. El 1965 Mobutu Sese Seko arriba al poder en el seu segon cop d'estat i du a terme una política d'africanització dels noms dels antropònims i topònims del país (el qual, per exemple, passarà a ser conegut com a Zaire); el 1966 la ciutat esdevindrà Kinshasa, agafant el nom d'un poble que hi hagué en aquell mateix emplaçament. Sota el règim de Mobutu la ciutat va créixer ràpidament; hi acudia gent d'arreu de l'estat a la recerca de fortuna o bé escapant dels conflictes ètnics escampats per tot el país. Això va comportar un canvi en la composició ètnica i lingüística de la ciutat, situada en un territori tradicionalment bateke i bahumbu, mentre que ara hi predomina l'ètnia lingala.
El 1974 hi va tenir lloc el famós combat de boxa anomenat Rumble in the Jungle ("Baralla a la selva") entre Muhammad Ali i George Foreman, en què Ali va desafiar Foreman per recuperar el títol mundial dels pesos pesants.
Kinshasa va patir molt els excessos, la corrupció general i el nepotisme del règim de Mobutu i la guerra civil que van conduir a l'ocàs. Amb tot i això, és encara un gran centre cultural i intel·lectual de l'Àfrica central, amb una important comunitat de músics i artistes. També és el principal centre industrial de l'estat, on es processen la major part dels productes naturals de l'interior.
La primera infecció per VIH d'un ésser humà documentada és a Kinshasa. Data del 1959 i es va descobrir en una mostra de sang d'un home de la ciutat (vegeu sida).

## Geografia

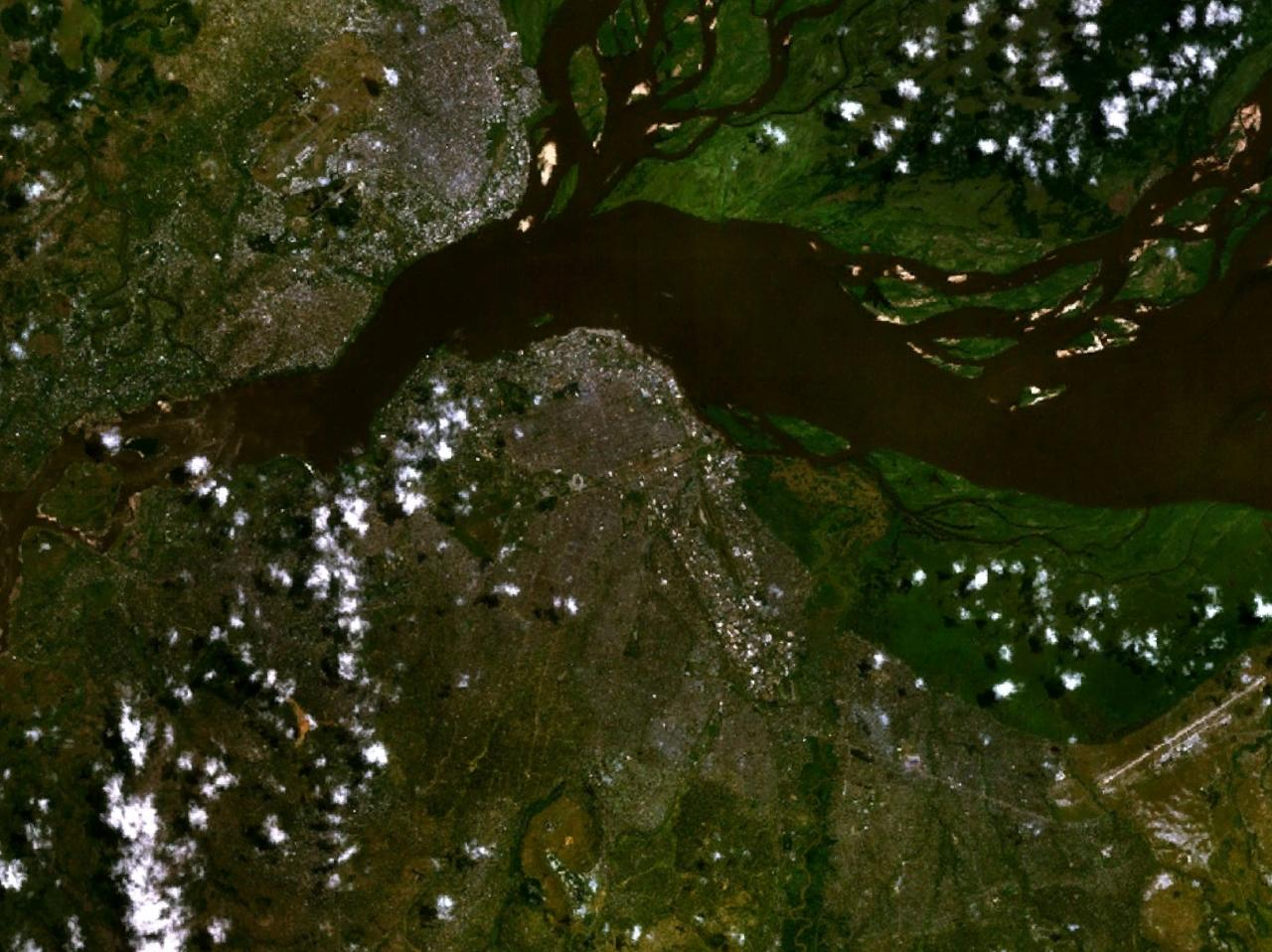
Vista de satèl·lit de Kinshasa.

La ciutat-província de Kinshasa comprèn una àrea de 9.965 km². Està composta per una gran altiplà (altiplà Kwango), una cadena de muntanyes (muntanyes Ngaliema, Amba i Ngafula), un terreny més pla, i els aiguamolls al costat de Pool Malebo (antigament coneguts com a Stanley Pool). La plana és la zona més poblada i s'esté en forma de mitja lluna des de la badia, a l'est, fins a l'altiplà Kwango Ngaliema, a l'oest de Pool Malebo. La ciutat es va desenvolupar entre el promontori de Gombe, el Pool Malebo i la badia de Ngaliema abans de les cascades Livingstone i les muntanyes del sud, situades prop del riu (a l'oest del cim de Ngaliema), quinze quilòmetres al sud de Pool Malebo.
Kinshasa és una ciutat de contrastos, amb luxoses àrees residencials i comercials, i barris de barraques.
Està situada a la riba del riu Congo, directament oposada a la ciutat de Brazzaville, capital de la República del Congo. Juntament amb el cas de Buenos Aires i Montevideo, és l'únic lloc del món on dues capitals nacionals estan situades cara a cara a les ribes d'un riu, tot i que en aquest cas estan molt més pròximes i a la vista una de l'altra.

## Clima
| Mesos                        | gen | feb | mar | abr | mai | jun | jul | ago | set | oct | nov | des | Anual |
| Temperatures màximes (°C)    | 31  | 31  | 32  | 32  | 31  | 29  | 27  | 29  | 31  | 31  | 31  | 31  |       |
| Temperatures mínimes (°C)    | 21  | 22  | 22  | 22  | 22  | 19  | 18  | 18  | 20  | 21  | 22  | 21  |       |
| Precipitacions mitjanes (mm) | 135 | 145 | 196 | 196 | 159 | 8   | 3   | 3   | 30  | 119 | 222 | 142 |       |
| ---------------------------- | --- | --- | --- | --- | --- | --- | --- | --- | --- | --- | --- | --- | ----- |

## Demografia
El 1945, sent la capital del Congo Belga, Leopoldville tenia uns 100.000 habitants. Després de la independència del país, el 1960, aquesta xifra s'havia elevat fins a unes 400.000 persones, convertint-se així en la principal ciutat de l'Àfrica central. Quinze anys més tard, després que la ciutat fos reanomenada Kinshasa el 1966, la població passava arran dels dos milions d'habitants. La ciutat ha crescut de forma considerable, passant del mig milió d'habitants al final dels anys seixanta, a 4.787.000 el 1998. Les últimes estimacions de 2005 donen una xifra que ronda els 7.500.000 habitants.
Segons les estimacions, podria arribar a superar els 10 milions d'habitants l'any 2015, situant-se entre les 30 majors ciutats del món. Segons el Banc Mundial, el volum de les feines creades de forma il·legal és inigualable a la resta de les zones urbanes de l'Àfrica, amb un 95% (enfront del 45 i el 50% de ciutats com Freetown o Ouagadougou).
Segons un estudi de la Xarxa d'educadors de nens i joves del carrer (Réseaux des éducateurs des enfants et jeunes de la rue, REEJER) elaborat el 2006, 13.877 nens i nenes vivien i treballaven als carrers de Kinshasa, principalment a les comunes de Masina, Kimbanseke i Limete.

## Organització territorial

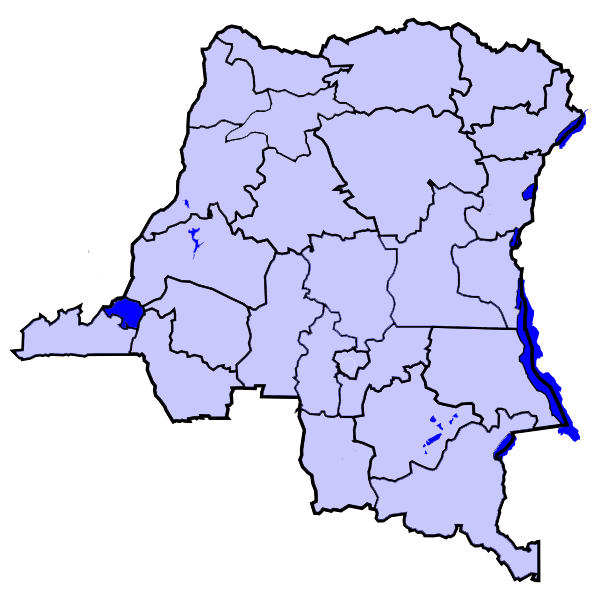
Província de Kinshasa a la República Democràtica del Congo.

Segons l'article 2 de la Constitució de la República Democràtica del Congo de 2006, Kinshasa posseeix a la vegada l'estatus administratiu de ciutat (ville en francès) i de província (province).

### Divisió administrativa
La ciutat-província de Kinshasa està dividida en 4 districtes i 24 comunes o municipis.
El centre comercial i administratiu de la capital del Congo és la Gombe. La comuna de Kinshasa dona el seu nom a tota la ciutat, però no és ni centre comercial ni administratiu de la metròpolis.
| Districte | Comunes                                                                  |
| --------- | ------------------------------------------------------------------------ |
| Funa      | Bandalungwa, Bumbu, Kalamu, Kasa-Vubu, Makala, Ngiri-Ngiri i Selembao    |
| Lukunga   | Barumbu, La Gombe, Kinshasa, Kintambo, Lingwala, Mont Ngafula i Ngaliema |
| Mont Amba | Kisenso, Lemba, Limete, Matete i Ngaba                                   |
| Tshangu   | Kimbanseke, Maluku, Masina, Ndjili i Nsele                               |

## Edificacions i institucions

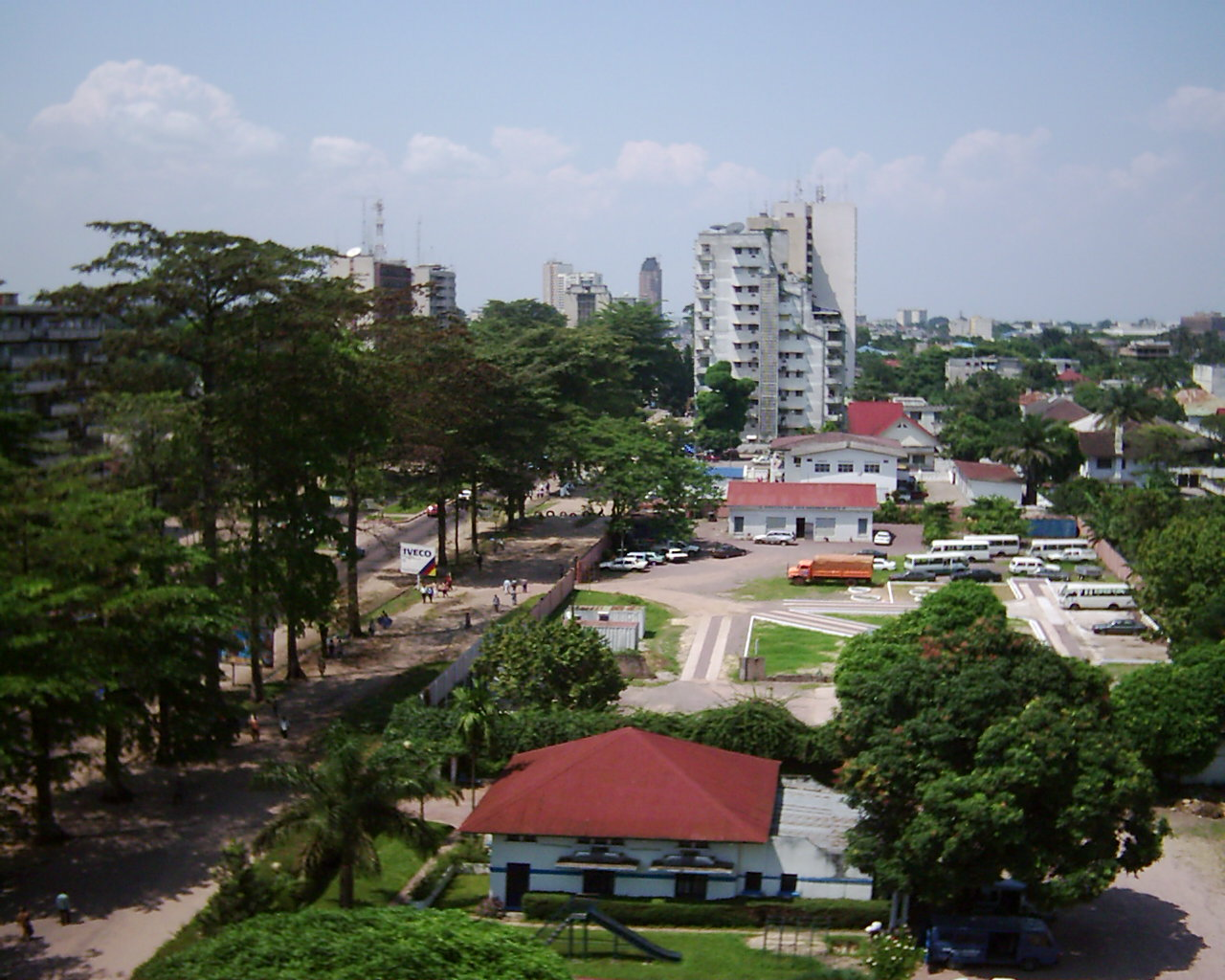
Boulevard del 30 de juny a Gombe.

Les majors àrees de la ciutat inclouen la Cité de l'OUA, seu del Govern de la República Democràtica del Congo, la Zona de Matonge, coneguda internacionalment per el lleure nocturn, i l'àrea residencial de la Gombe.
Entre les edificacions més notables de la ciutat s'hi inclouen l'edifici de SAZOCOM i els gratacels de l'Hotel Memling, el Mercat Central, el Museu de Kinshasa i l'Acadèmica de Belles Arts de Kinshasa. El Boulevard du 30 Juin (Boulevard del 30 de juny) connecta les diferents àrees de la ciutat.
Al centre de la ciutat, la comuna de la Gombe compta amb molts edificis de més de 50 metres d'alçada. Entre ells, en destaquen els edificis Gécamines, Sozacom, l'hotel Memling, el CICC o l'edifici de la Ràdio-Televisió Nacional del Congo (RTNC), situat a Cabinda. Prop de l'estació central de trens de Kinshasa, a l'extrem del Boulevard 30 de juny, s'hi troba la impressionant seu del Ministeri de Transport, construïda per treballadors xinesos.

### Edificis governamentals

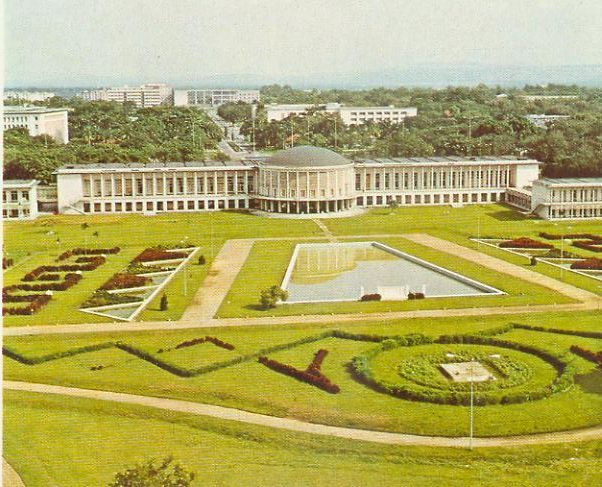
Panoràmica del Palau de la Nació

El Palau de la Nació de Kinshasa és la residència del president de la República Democràtica del Congo des del 2001. Construït seguint el model del Castell reial de Laken (Bèlgica), pel govern colonial belga, va ser la seu del Governador general del Congo Belga durant el període colonial. El 30 de juny de 1960 va ser proclamada la independència congolesa davant dle rei Balduí. L'avinguda més important de la ciutat es va reanomenar en record d'aquesta data.
El Palau del Poble és la seu de l'Assemblea nacional i del Senat.
L'edifici és una obra construïda cooperativament entre 1975 i 1979 per la Xina i el govern del Congo. Mobutu Sese Seko en va encarregar la construcció, després d'una visita a la Xina el 1973. El palau fou la causa de la major part del deute, estimat en 100 milions de dòlars, de la República Democràtica del Congo amb la Xina, com també ho són l'Estadi de Kinshasa.
El junt de 1997, després de la presa de poder per part de l'Aliança de Forces Democràtiques per l'Alliberament del Congo, el parlament de la república va retornar al Congo deixant el Palau de la Nació per instal·lar-se al Palau del Poble.

### Gran Hotel de Kinshasa

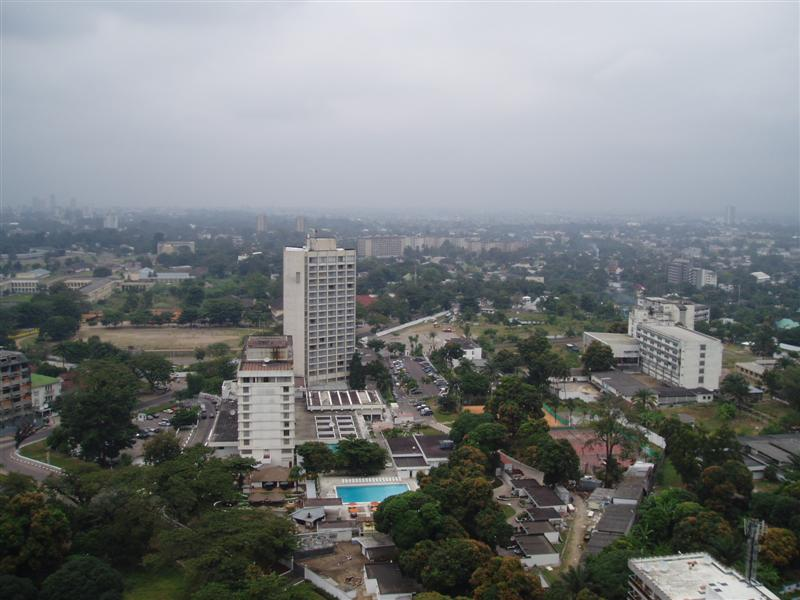
Vista del Gran Hotel de Kinshasa.

El Gran Hotel de Kinshasa és hotel de cinc estrelles, que compta amb 422 habitacions i suites, així com sales de conferències i de banquets. L'edifici principal posseeix 20 pisos i està situat a l'avinguda Betetela, al nord-oest de la comuna de Gombe. És l'hotel més gran del Kinshasa i del tot el país. Se'l va conèixer amb el nom de L'InterContinental de 1971 al 2000. Posseeix a la plana baixa una galeria comercial i de botigues de luxe.
El 16 de maig de 2000, l'hotel va ser rebatejat com a « Grand hôtel de Kinshasa ».

## Educació

### Nivell escolar
L'escola Saint-Joseph de Kinshasa va ser fundada el 9 de març de 1917 pel pare Raphaël de la Kethulle. La seu es troba al número 1 de l'avinguda Isoro a la comuna de Gombe. Antigament el seu nom era Sainte-Anne, i va ser la primera escola per a indígenes de Leopoldville, i fins a mitjans dels anys 50 va ser una escola primària. Avui en dia és un establiment d'ensenyança secundària masculina. El 1971 va canviar de nom, anomenant-se col·legi Elikya, nom que va romandre vigent fins a principi dels anys 1990. « Pro Deo - Pro Patria » (per Déu - per la pàtria) n'és la divisa. Mobutu Sese Seko va estudiar en aquest institut. Altres escoles són l'escola Bonsomi, fundat pels jesuïtes, i el Boboto.

### Nivell universitari

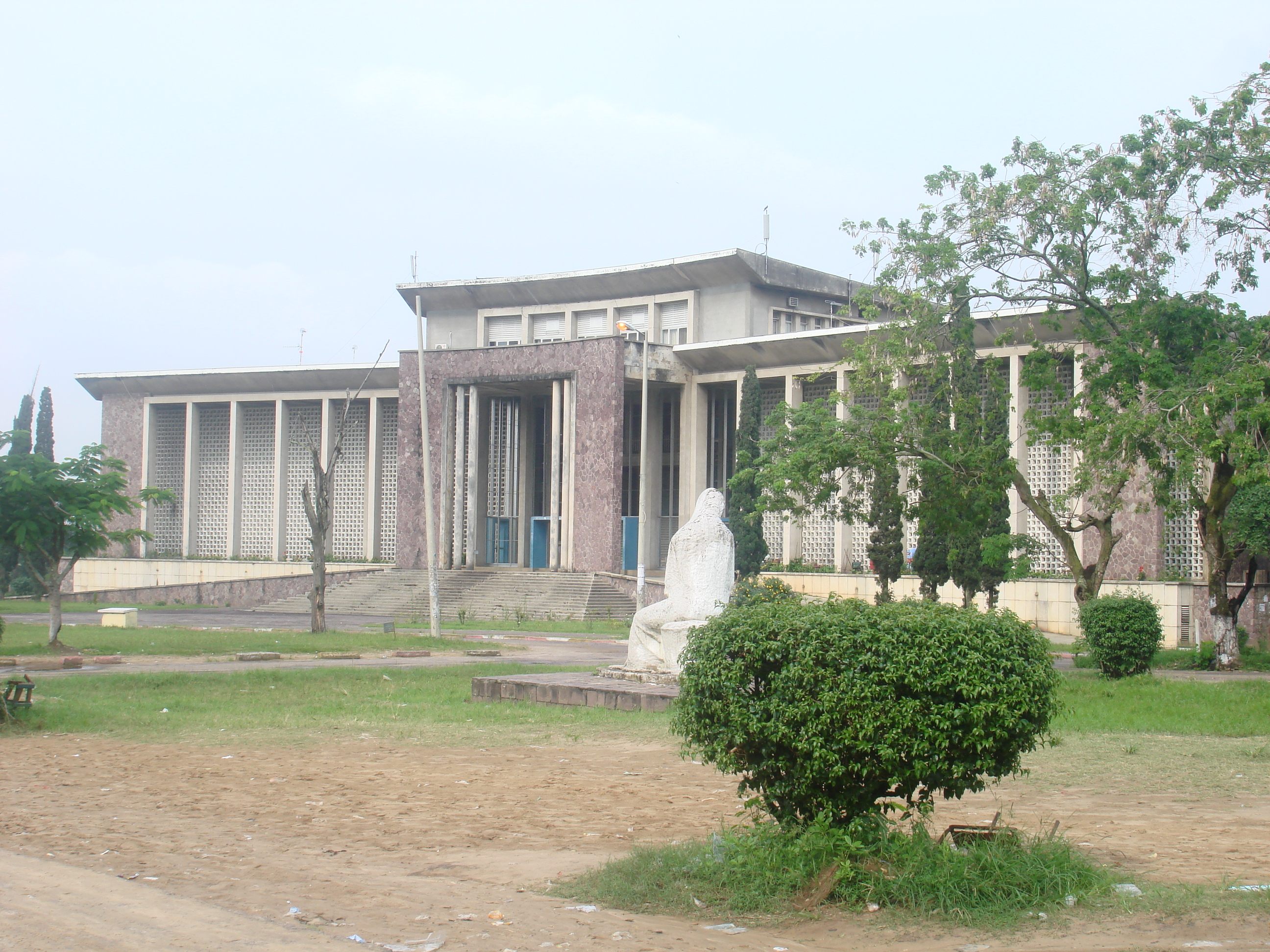
Edifici del rectorat de la Universitat de Kinshasa.

A Kinshasa funciona la Universitat de Kinshasa (UNIKIN), una institució francòfona d'ensenyament superior de la ciutat. Situada al Mont Amba, a l'actual comuna de Lemba, i propietària de 400 hectàrees allà. Posseïa més de 23.000 estudiants el 2006.
Fundada a l'inici com la Universitat Lovanium (en llatí Lovaina, evocant a aquesta important ciutat belga), va prendre el seu nom actual quan va ser nacionalitzada per l'ordrenança-llei núm. 81-142 del 3 d'octubre de 1891. Es compon de 10 facultats: Dret, Lletres i Ciències Humanes, Ciències Econòmiques i de Gestió, Ciències Socials, Ciències Polítiques i Administratives, Ciències, Farmàcia, Medicina, Psicologia i Ciències de l'Educació, Agronomia i Politècnica.
A la vegada en depenen sis unitats descentralitzades: clíniques universitàries, el centre neuripsicopatològic, en centre hospitalari de Mont Amba, l'Institut Tècnic Mèdic, l'Acadèmia de la Construcció i l'Escola Postuniversitària de Planificació i Gestió integrada de boscos i territoris.
S'hi ensenya en francès, i el 2006 posseïa 23.000 estudiants. El seu actual rector és en Lututala Mumpasi.
És la major, la més antiga i la més prestigiosa universitat de la República Democràtica del Congo. Constitueix a la vegada un centre d'investigació i un important formador de professors.

## Economia
El Gran Mercat de Kinshasa, anomenat també Mercat Central, és el mercat més gran del centre de la ciutat. Està situada a l'est del Jardí Botànic a la comuna de Kinshasa. Va ser el més mercat més gran de tota la ciutat fins a l'obertura del Mercat de la Liberté a la comuna de Mesina. Aquest últim va ser construït sota la presidència de Laurent-Désiré Kabila per recompensar als habitants del districte de Tshangu per haver resistit a l'agressió dels rebels l'agost de 1998. Altres mercats importants són el de Gambela i el de Somba Zikita.

## Cultura
Kinshasa es considera una capital artística. El terme de l'"Escola de Kinshasa" (École de Kinshasa), és utilitzat per agrupar les diferents agrupacions artístiques que fan vida a la ciutat. El cor d'aquest moviment és l'Acadèmia de Belles Arts (l' Académie des Beaux-Arts), fundada el 1943 pel missioner belga Marc Wallenda, amb el nom de École Saint-Luc. Originalmente ubicada a Gombe-Matadi, va funcionar inicialment com una classe d'escultura. Les exhibicions d'art dels seus estudiants van tenir tant d'èxit que el 1949 es va sol·licitar que es transferís l'escola a Kinshasa, i el 1957 va rebre el seu nom actual. Wallenda va evitar que els seus estudiants estudiessin art europeu, amb l'objectiu de potenciar la interpretació africana de la naturalesa. Lufwa Mawidi va tenir l'honor de ser el primer graduat d'aquesta escola. Eventualment, amb l'arribada de nous mestres, la intencó original de Wallenda no va tenir continuïtat.
Entre les principals institucions artístiques i culturals de Kinshasa en destaquen L'école de Stanley Pool, L'école Alhadeff, l'école Saint-Luc, Le Grand Atelier, la secció congolesa de l'Association Internationale des Critiques d'Art, Les Sablistes, i la denominada "La Nova Generació". Alguns pintors famosos de Kinshasa són: Mongita, Domba, Nkusu Felelo, Mavinga, Kamba Luesa, Konde Bila i Nduku a Nzambi.

## Religió
Les principals religions a Kinshasa són el catolicisme, que va arribar al país durant la colonització belga, tot i que al Congo Belga va ser més important la presència flamenca, de religió predominantment protestant, que la valona, religió principalment catòlica, i l'animisme, a la regió des de fa molts segles.
La ciutat és la seu de l'arxidiòcesis catòlica de Kinshasa (Archidioecesis Kinshasanus en llatí). L'arxidiòcesi comprèn una regió de 8.500 km² i té una població de 7.203.000 habitantss (2006) dels quals, el 50% són catòlics. El seu arquebisbe és en Laurent Monsengwo Pasinya, nomenat el 6 de desembre de 2007 després de la mort del seu predecessir, Frédéric Etsou-Nzabi-Bamungwabi. L'arxidiòcesi comptava amb 125 parròquies el 2006, i d'ella depenien vuit diòcesis: Boma, Idiofa, Inongo, Kenge, Kikwit, Kisantu, Matadi i Popokabaka. L'arxidiòcesi es divideix en tres regions apostòliques (Centre, Est i Oest) i el Vicariat de les Forces Armades.
Els orígens de l'arxidiòcesi es remunten al 22 de novembre de 1886, quan es va crear la missió Sui Iuris del Congo Belga. L'11 de maig de 1888 es va crear el Vicariat Apostòlic de Leopoldville, del que posteriorment es van segregar els vicariats apostòlics de Boma, Lulua i Katanga Central, Kole i Inongo. El 10 de novembre de 1959 el vicariat apostòlic va ser elevat a l'arxidiòcesis i el 30 de maig de 1966 va ser rebatejada com a Arxidiòcesis de Kinshasa.

## Bandera i sobrenom

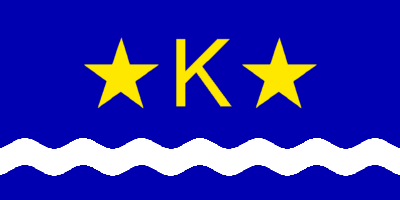
Bandera de Kinshasa

Bandera de l'Estat Lliure del Congo

La bandera de Kinshasa és blava amb una línia horitzontal ondulada de color blanc i sobre ella, la lletra K i una estrella de cinc puntes a cada costat de la lletra de color groc. Una variant de la mateixa és la que mostra la lletra K a la part esquerra, amb les dues estrelles, una sobre l'alta, a la dreta. Entre 1960 i 1967, quan la ciutat s'anomenava Leopoldville, hi havia una L en lloc d'una K. Anteriorment, entre 1925 i 1960, la bandera era similar a l'actual, però amb una corona reial sobre la K en comptes de les dues estrelles.
La K és la inicial del nom de la ciutat, la línia blanca representa el riu Congo i les dues estrelles tenen el mateix significat que apareix a la bandera de la República Democràtica del Congo i que, suposadament, va ser dissenyada per Henry Morton Stanley, representant el que la societat imperialista de l'època veia com la llum de la civilització il·luminant l'Àfrica Negra. La bandera de Kinshasa és molt similar a la de l'Estat Lliure del Congo i del Congo Belga, les quals curiosament són idèntiques a la Bandera de la III regió d'Atacama (Xile), que fou creada el 1859.
El sobrenom de la ciutat és Kin la belle, que en francès significa «Kin la bella». No obstant això, després del col·lapse dels serveis públics el 2004, alguns dels seus habitants s'hi van referir irònicament amb el sobrenom de Kin la Poubelle, que significa «Kin el cubell de les deixalles».

## Transport i infraestructures
Kinshasa està connectada per mitjà de transbordadors des del port fluvial (anomenat el "Beach Ngobila"), travessant el riu Congo, fins a Brazzaville. També existeixen altres línies de transport fluvial que condueixen riu amunt cap a ciutats de l'interior del país com Kisangani, o que posteriorment agafen altres rius de la conca hidrogràfica del Congo, com el riu Ubangui fins a arribar a Bangui, capital de la República Centreafricana.
També existeixen carreteres i ferrocarrils que connecten la ciutat amb els principals port marítims de l'oceà Atlàntic, com per exemple, Matadi.

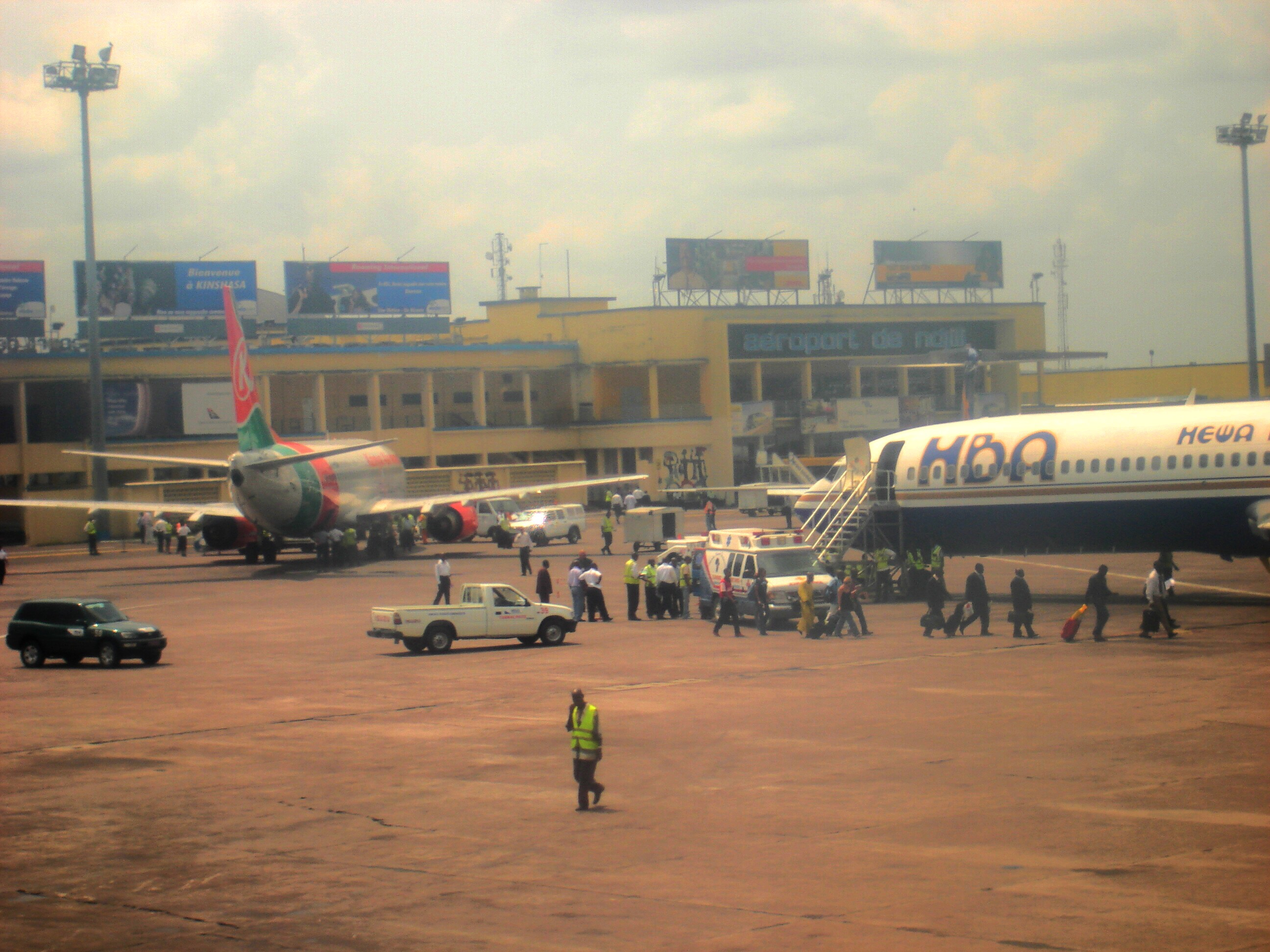
Vista de l'Aeroport de N'Djili

L'aeroport de Kinshasa és l'Aeroport de N'Djili.
Moltes companyies privades ofereixen els seus serveis a través de la Societat de Transport Urbà (STUC) i la societat pública City Train (12 autobusos el 2002):
- Selembaô - Mercat central.
- UPN - Selembaô.
- Estació de trens central – Kingasani (comuna de Kimbanseke, reoberta el setembre de 2005).
- Kingasani–Mercado central.
- Matete-Royale (reoberta el juny de 2006).
- Matete–UPN (reoberta el juny de 2006).
- Rotonda Ngaba–UPN (reoberta el juny de 2006).
- Rotonda Victoria–clínica Ngliema (oberta el març de 2007).

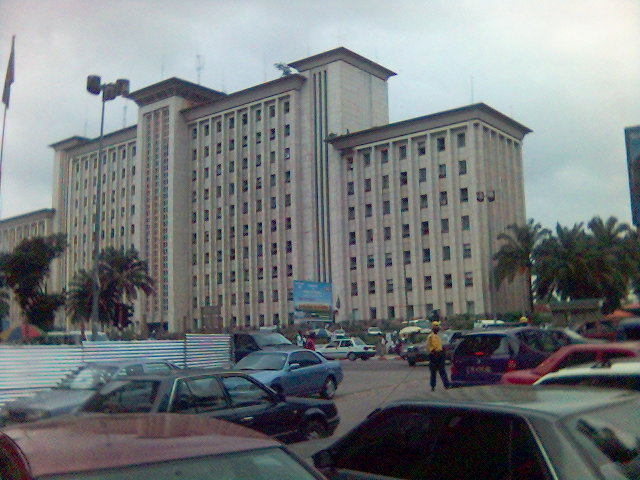
Seu de l'Oficina Nacional de Transports (ONATRA)

Altres empreses de transport urbà són: Urbaco, Tshatu, Socogestra, Fesac i MB Sprl. Els serveis d'autobusos urbans transporten aproximadament un màxim de 67.000 viatgers al dia. Moltes empreses administren a la vegada taxis i taxis-autobusos. La majoria (95,8%) del transport públic és gestionat per particulars.
La ciutat va encarregar un tramvia en col·laboració amb la Societat de Transport Intercomunal de Brussel·les (STIB), i els treballs de construcció podrien començar el 2009, per acabar-se entre 2012 i 2015. El tema de l'electricitat encara roman en suspens.
L'ONATRA explota les tres línies de ferrocarrils que enllacen el centre de la capital amb les comunes perifèriques. Una d'elles va al Baix Congo:
- La línia principal enllaça l'Estació central de trens amb l'Aeroport de Ndjili, i compta amb 9 estacions: Estació central, Ndolo, Amicongo, Uzam, Masina/Petro-Congo, Masina, Masina/Mapela, Masina/Barri III, Masina/Siforco, Camp Badara i l'aeroport de Ndjili.
- La segona línia enllaça l'Estació de trens central amb Kasagulu, al Baix Cogo, passant per Matete, Riflart i Kimwenza.
- La tercera línia uneix l'Estació central amb Kinsula-Pompage, a la comuna de Ngaliema.

### El Port de Kinshasa

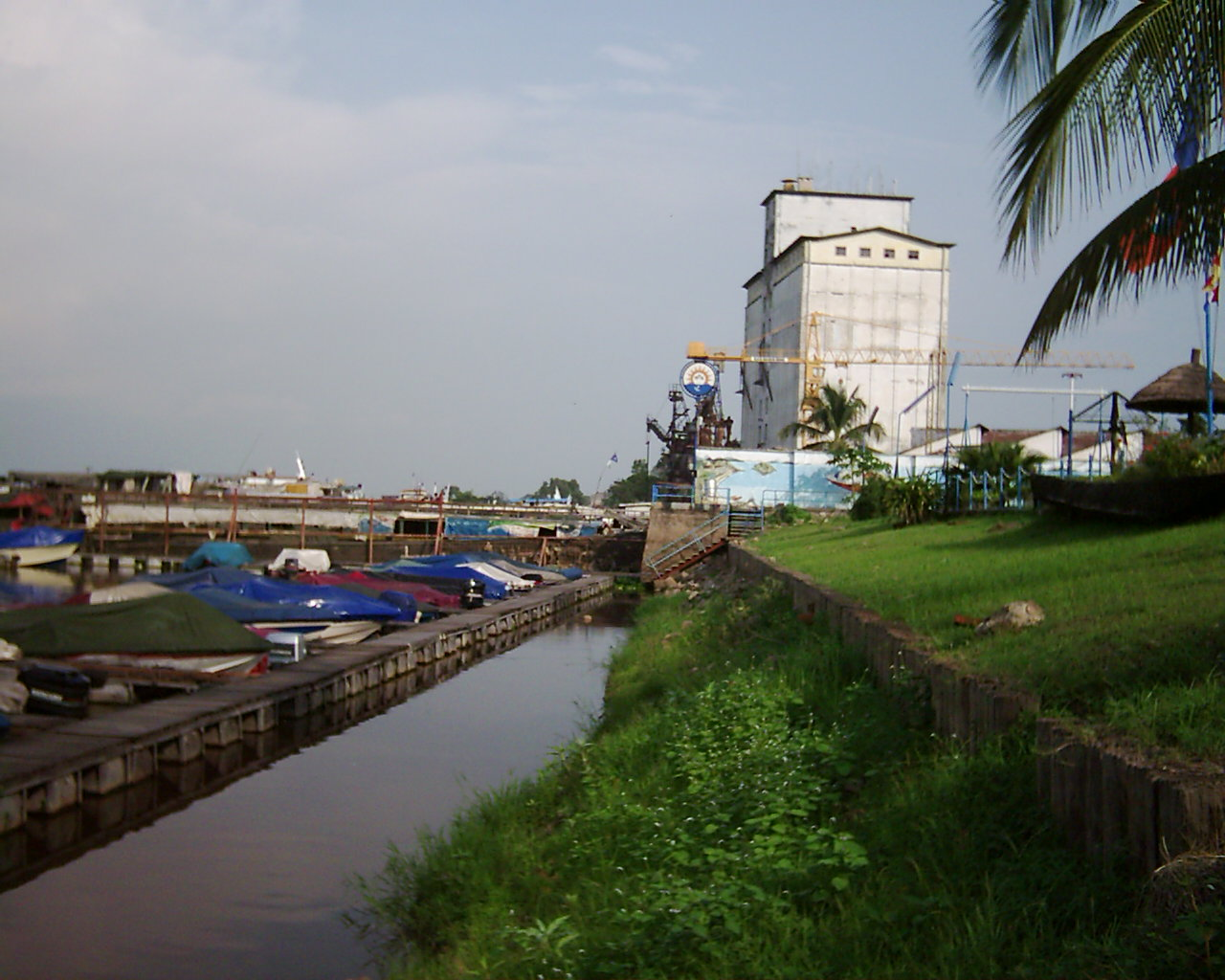
El Port de Kinshasa a Limete

El port de Kinshasa té un paper destacat, així mateix, en l'enviament i recepció de mercaderies d'exportació i importació des del port de Matadi, que acull els vaixells que arriben des d'alta mar. Moltes vegades és considerat com l'interior del port de Matadi.
Organitzat administrativament en el Departament homònim, en el si de l'Oficina Nacional de Transports (ONATRA), el port de Kinshasa és el punt de partida i la terminal de la navegació pel riu Congo entre, per una part Kinshasa i Kisangani, sobre el mateix riu, i per l'altre Kinshasa i Ilebo, sobre el riu Kasai.

## Esports

### Futbol

Vista exterior de l'Estadi dels Màrtirs.

A la comuna de Lingwala s'hi troba l'Estadi dels Màrtirs (Stade des Martyrs de la Pentecôte en francès), inaugurat el 1994 i anteriorment anomenat «Kamanyola». És el segon estadi més gran d'Àfrica, amb una capacitat per a 80.000 espectadors, i s'hi donen lloc els partits de la Selecció de futbol de la República Democràtica del Congo i els principals partits dels equips locals, a més d'utilitzar-se per a esdeveniments culturals.

A més, a la ciutat de Kinshasa s'hi troben dos altres grans estadis: el Tata Raphaël, anteriorment anomenat «del 20 de maig», amb una capacitat per uns 30.000 espectadors i renovat el 2006, i l'Estadi Municipal de Kinshasa, amb una capacitat per a 20.000 persones.
Antigament es disputava el Campionat del Conog-Leopoldville, que disputaven els equips de Leopoldville i els voltants;
Entre el 1923 i el 1950, els clubs guanyadors disputaven amb els de Brazzaville el Campionat de Stanley Pool.
La província-ciutat de Kinshasa compta amb una lliga de futbol que depèn de la Federació de futbol de la República del Congo. Aquesta lliga, la EPKIN (Entente Provinciale de Football de Kinshasa) compta amb 20 equips participants durant la temporada 2008-09, que es reduiran a 18 a partir de la propera temporada. El campió i subcampió de cada lliga provincial, a més d'altres equips amb mèrits provinents de la temporada anterior, passen a disputar la Linafoot, la màxima categoria del futbol congolès; el 2009 eren quatre clubs de la ciutat que participaven en aquella competició. Kinshasa compta a més amb una divisió inferior de l'EPKIN: la EUFKIN, que compta amb sis grups (EUFKIN-Kilimani, EUFKIN-Lipopo, EUFKIN-Lukunga, EUFKIN-Malebo, EUFKIN-Plateau i EUFKIN-Tshangu). A la ciutat també s'hi disputa, des del 2001, la Supercopa de Kinshasa.
Els dos clubs amb més títols de la lliga de la República Democràtica del Congo són de Kinshasa: el Daring Club Motema Pembe, que va guanyar una Recopa Africana el 1994, i l'Association Sportive Vita Club, club que va guanyar la Lliga de Campions de la CAF el 1973 i en va ser subcampió en una altra edició. A més, també és de Kinshasa l'Amicale Sportive Bilima, actualment anomenat Amicale Sportive Dragons, dues vegades subcampió de la Copa Africana de Clubs Campions. Altres clubs de la ciutat són l'Athletic Club Sodigraf, subcampió de la Recopa, o l'Association Sportive Canon Buromeca.
A Kinshasa hi han nascut alguns futbolistes professionals que han fet carrera a les lligues europees com Hérita Ilunga, Blaise Kufo, Péguy Luyindula, Steve Mandanda, Claude Makélélé, Ariza Makukula o Kiki Musampa.

### Altres esports

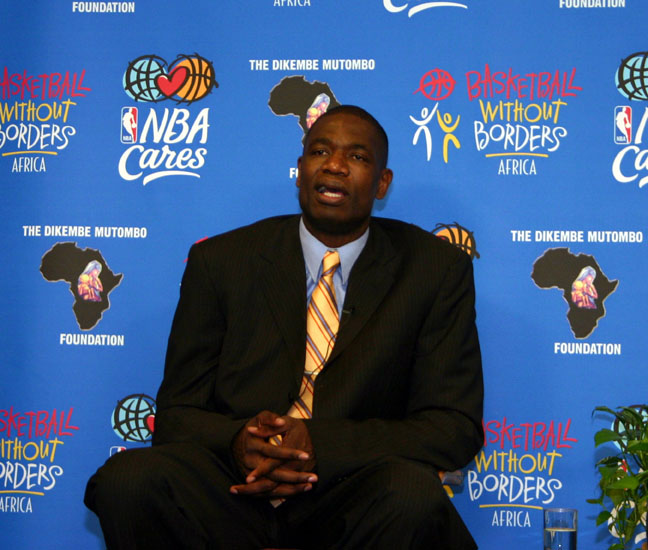
Dikembe Mutombo, jugador de bàsquet dels Houston Rockets, és un dels esportistes nascuta a Kinshasa més famosos.

En bàsquet, l'Entitat Provincial de Bàsquet de Kinshasa (EPROBAKIN) i l'Entitat Urbana de Bàsquet de Kinshasa (EUBAKIN) es divideixen els equips. El B. C. Onatra de Kinshasa va ser el primer equip de Dikembe Mutombo, jugador de bàsquet professional originari de la ciutat, i un dels millors defensors de la història de l'NBA, guanyador en quatre ocasions del premi al Millor defensor de l'NBA i participant en 8 All-Star Game de l'NBA.
El 31 d'octubre de 1974, la ciutat de Kinshasa va allotjar el combat de boxa entre Muhammad Ali i George Foreman, conegut com The Rumble in the Jungle i considerat com el millor combat de la història, en el que Alí va derrotar a Foreman en el vuitè assalt per reconquistar el títol mundial dels pesos pesants. El combat va ser presenciat per uns 60.000 espectadors.

## Ciutats agermanades
- Bolonya (Itàlia) starts soon
- Brazzaville (República del Congo)
- Brussel·les (Bèlgica) since 2002
- Dakar (Senegal)
- Lomé (Togo).
- Teheran (Iran).
- Utrecht (Països Baixos).
- N'Djamena (Txad).